# المنصورة (الحد)

تعديل مصدري - تعديل

المنصورة هي إحدى قرى عزلة الحد بمديرية الحد التابعة لمحافظة لحج، بلغ تعداد سكانها 293 نسمة حسب تعداد اليمن لعام 2004.